# Église Saint-Jacques de Rouillac (Gimbrède)
L’église Saint-Jacques de Rouillac est un édifice du XIIe siècle, remanié au XVIIe, dans le hameau de Rouillac, commune de Gimbrède (Gers).

## Situation
L’église, dédiée à saint Jacques, se trouve au centre du hameau de Rouillac, ancienne commune rattachée à celle de Gimbrède en 1823. Elle se trouve à peu de distance du château de Rouillac.

## Histoire
L’église était très certainement liée au château et doit lui être contemporaine. Bâtie au XIIe siècle dans le style roman, elle a été remaniée au XVIIe.
L'église a été inscrite à l'inventaire des monuments historiques en 1990.

## Architecture

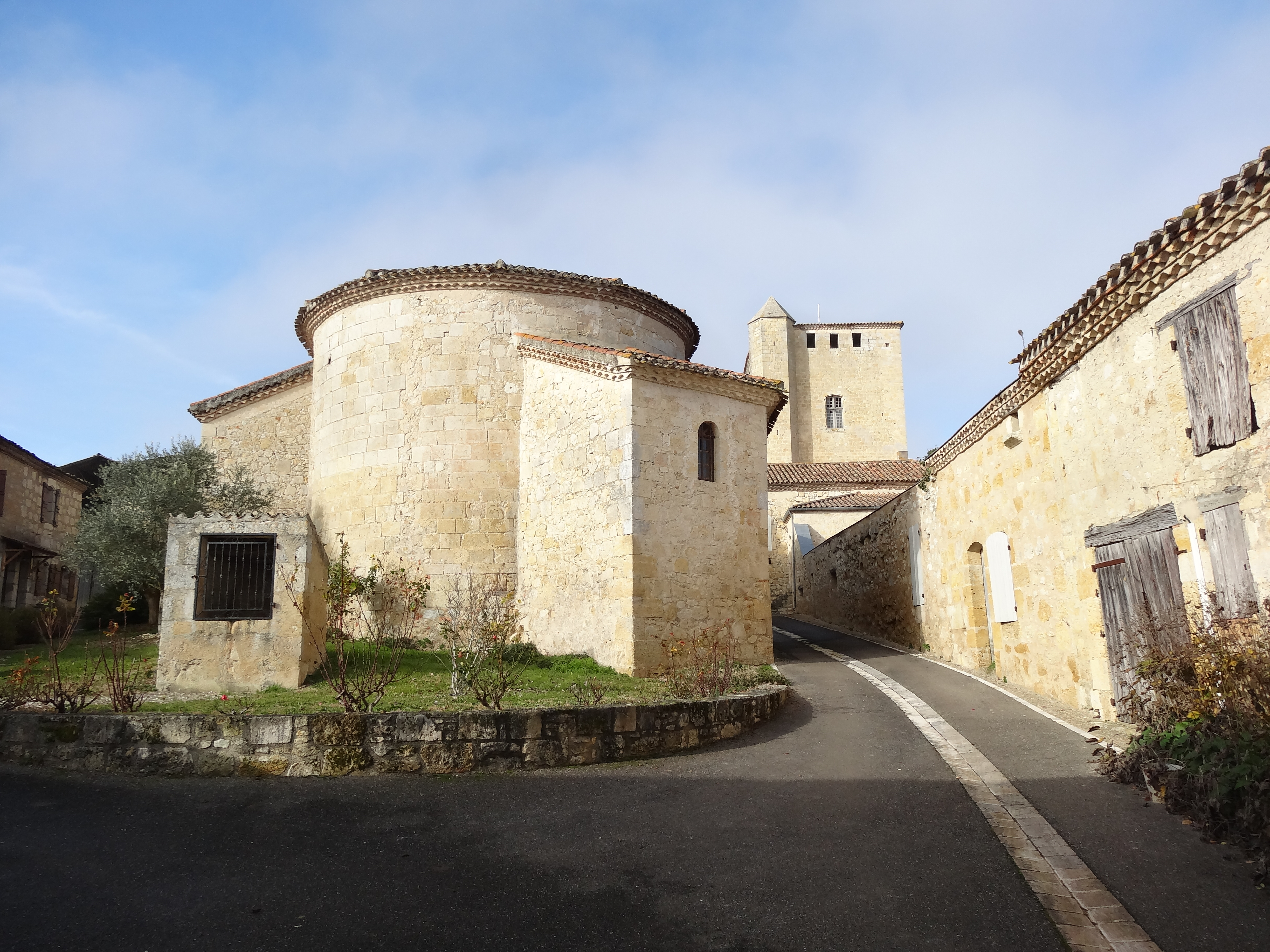
Le chevet ainsi que la sacristie quadrangulaire à droite.

La nef unique est terminée à l’est par un chevet semi-circulaire, sur lequel a été greffée au nord-ouest une petite sacristie quadrangulaire. Une chapelle carrée fait saillie sur le mur sud, accolée au porche formant emban, en maçonnerie à arcades en plein cintre, rajouté à l’époque classique. Un clocher-mur à fronton arrondi, à 3 baies campanaires, surmonte ce porche. L’ancienne entrée principale est sur la façade ouest. L’intérieur est éclairé par de rares petites baies en plein cintre.
Sur la façade nord, apparaît une saillie circulaire qui correspond à l’intérieur à l’emplacement des fonts baptismaux.
Le toit, en tuiles canal, est bordé d’une génoise.
Le chœur présente un retable du XVIIIe siècle : au centre, une toile représentant le Christ en croix encadré par la Vierge et saint Jacques. De part et d’autre, des peintures murales représentent quatre saints, dont saint Pierre et saint Jacques, séparés par des colonnes et des pilastres.

## Mobilier
Sont inscrits à l'inventaire des monuments historiques :
- La peinture du décor du chœur et un tableau du Christ en croix entre la Vierge Marie et saint Jacques datant du XVIIIe siècle[2].

## Galerie

L'église Saint-Jacques
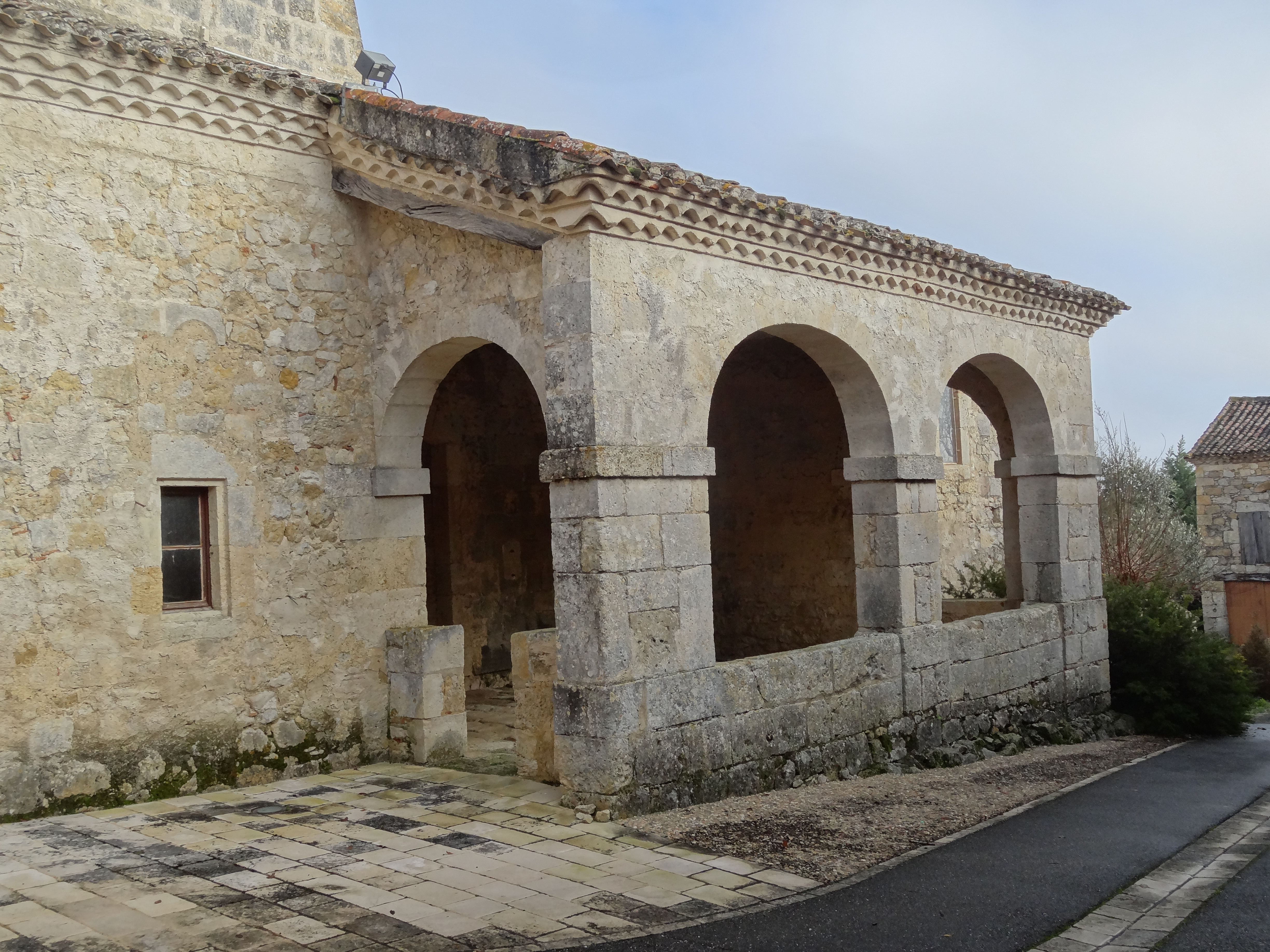
Le porche.
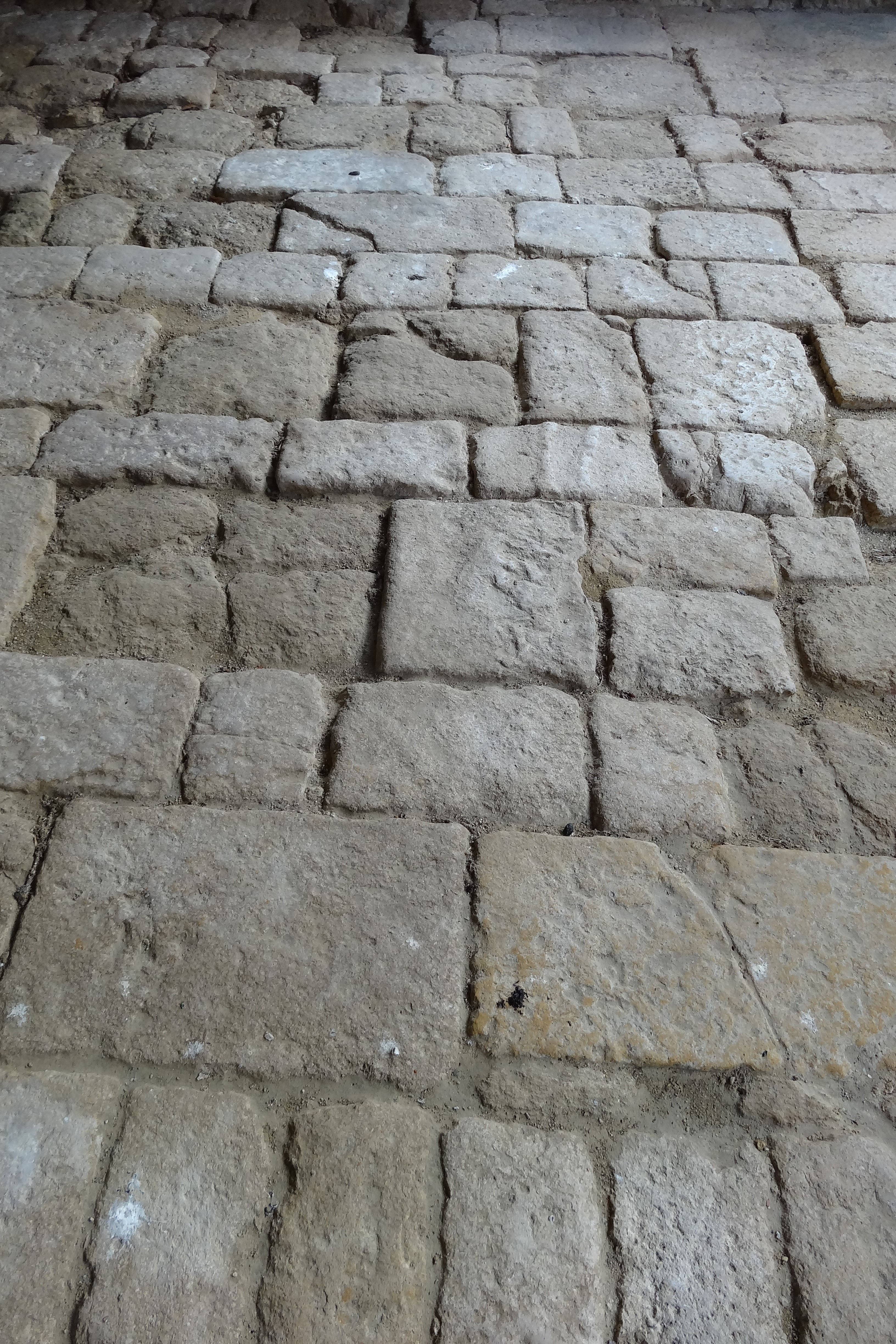
Dallage du porche.
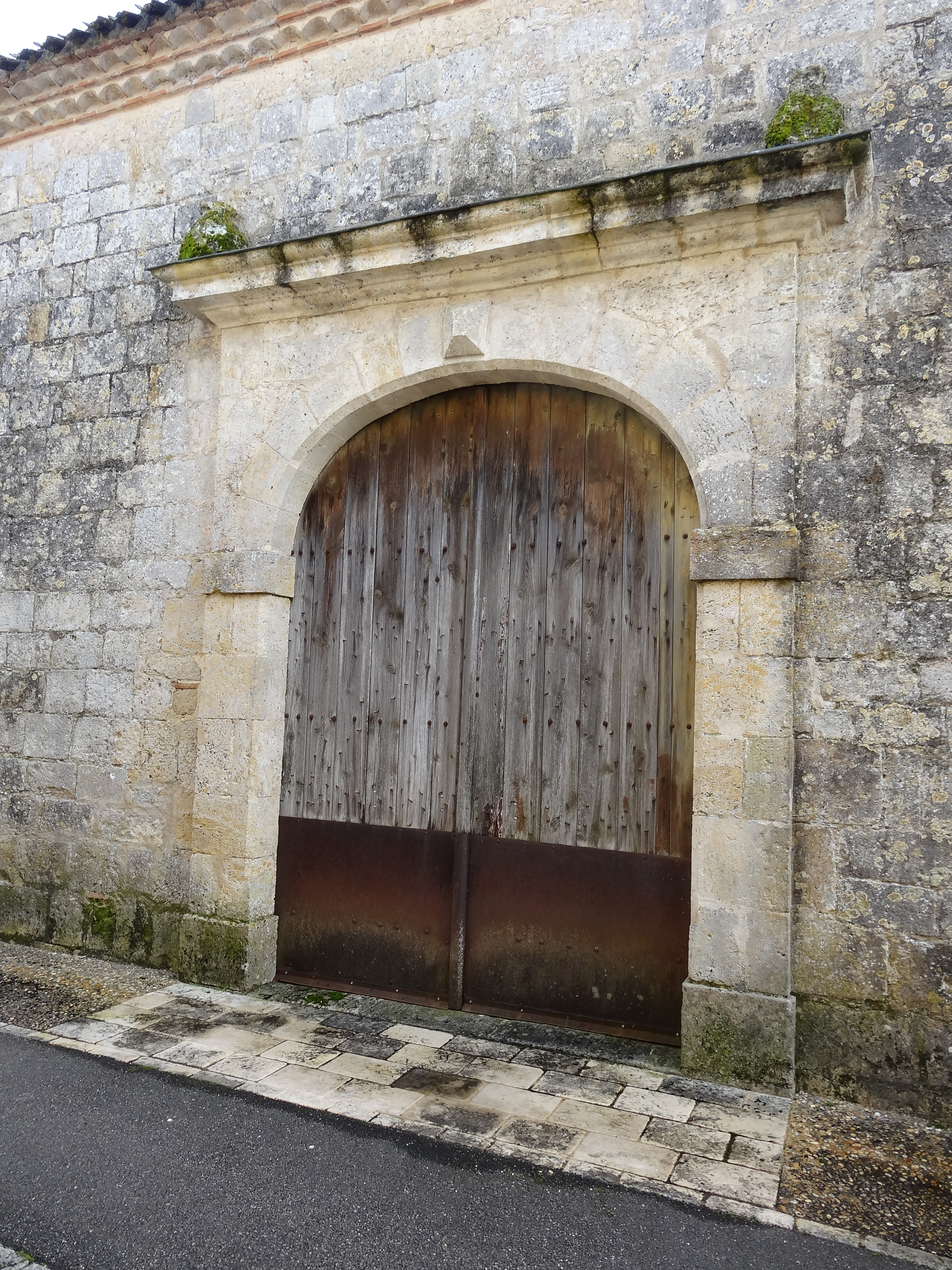
Le portail ouest.
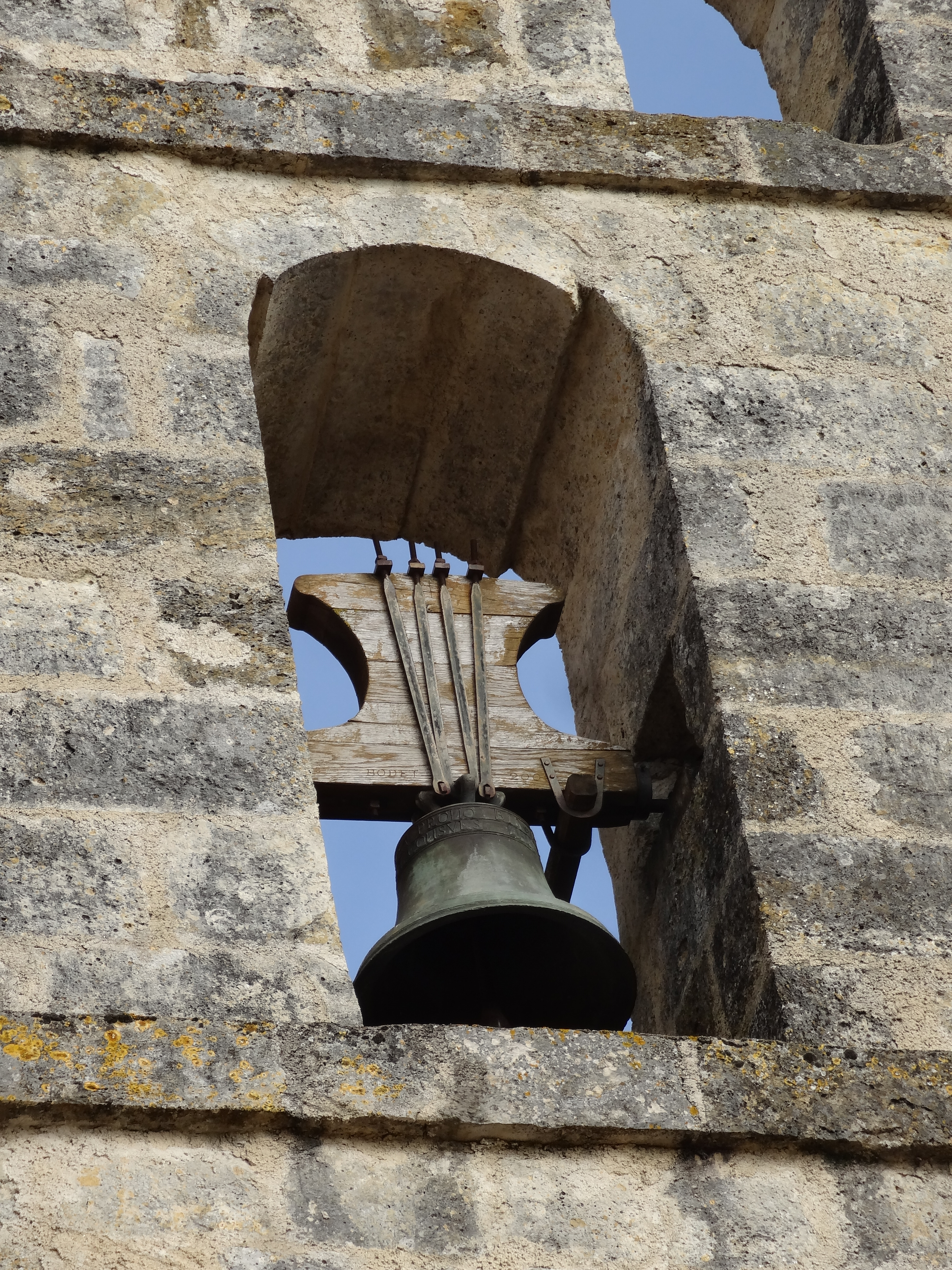
L'unique cloche.